# Аеродром Скопље
Међународни аеродром Скопље (мкд. Меѓународен аеродром Скопје; : , : ) је главни међународни аеродром у Северне Македоније, смештен 17 километара источно ог средишта главног града Скопља. Аеродром се налази уз приградско насеље Петровец, по коме се неслужбено назива и аеродром Петровец.
Аеродром Cкопље је најпрометнији у држави - 2018. године кроз њега је прошло близу 1,9 милиона путника.
Скопски аеродром је авио-чвориште за мађарску нискотарифну авио-компанију „Виз ер”.
Aеродром је до 2007. године носио назив Петровец а након тога је именован по Александру Македонском, али на седници Владе Републике Македоније, 7. фебруара 2018. године, аеродрому је промењено име због сукоба око имена са суседном Грчком.

## Редовне линије

### Путнички
Следеће авио-компаније обављају редовне и закупљене летове за и из Скопља:
| Airlines              | Destinations |
| --------------------- | --- |
| Aegean Airlines       | Athens |
| Air Cairo             | Hurghada |
| Air Serbia            | Belgrade |
| AJet                  | Seasonal: Istanbul–Sabiha Gökçen |
| AMC Airlines          | Seasonal charter: Hurghada |
| Austrian Airlines     | Vienna |
| BH Air                | Seasonal charter: Djerba, Enfidha, Hurghada, Larnaca |
| Chair Airlines        | Zürich |
| Croatia Airlines      | Zagreb Seasonal: Split |
| easyJet               | Paris–Orly |
| Edelweiss Air         | Zürich |
| Freebird Airlines     | Seasonal charter: Antalya |
| LOT Polish Airlines   | Warsaw–Chopin |
| Lufthansa             | Frankfurt |
| Norwegian Air Shuttle | Seasonal: Oslo |
| Pegasus Airlines      | Istanbul–Sabiha Gökçen, İzmir Seasonal: Antalya |
| SunExpress            | Antalya, İzmir |
| Tailwind Airlines     | Seasonal charter: Antalya |
| Transavia             | Amsterdam |
| Tunisair              | Seasonal charter: Tunis |
| Turkish Airlines      | Istanbul |
| Wizz Air              | Barcelona, Basel/Mulhouse, Beauvais, Berlin, Bologna, Bratislava, Charleroi, Dortmund, Eindhoven, Friedrichshafen, Gothenburg, Hahn, Hamburg, Karlsruhe/Baden-Baden, Ljubljana, London–Luton, Lyon, Malmö, Malta, Memmingen, Milan–Malpensa, Nuremberg, Rome–Ciampino, Sandefjord, Stuttgart (begins 29 September 2025), Treviso |

### Карго
| Airlines     | Destinations  |
| ------------ | ------------- |
| DHL Aviation | Leipzig/Halle |